# Daniel of St. Thomas Jenifer
Daniel ze St. Thomas Jenifer (1723, Maryland – 16. listopadu 1790, Maryland) byl americký politik, jeden z Otců zakladatelů a signatář United States Constitution, ústavy Spojených států. Mnoho let vedl Marylandskou koloniální vládu, ale když došlo ke konfliktu s Velkou Británií, Jenifer se přidal na stranu Patriotů.

## Životopis
Jenifer se narodil v Coates Retirement, nyní Ellerslie, západně od Port Tobacco v Charles County v Marylandu. Byl to strýc Thomase Stonea a jeho bratrů Michaela J. Stonea a Johna Hoskinsa Stonea.
Pracoval jako smírčí soudce pro Charles County a později pro západní část Marylandu. Byl členem komise, která řešila mezní spor mezi Pensylvánií a Delawarem (1760), pracoval v guvernérské radě, v horní komoře zákonodárného sboru v Marylandu, která také sloužila jako odvolací soud kolonie a jako rada nejvyšších poradců guvernéra (1773–76). Měl 23 dětí.

## Americká revoluce
Přes své úzké vazby s koloniální vládou Jenifer velmi odsuzoval britské svévolné zasahování do záležitostí kolonií, zejména do zákonů týkajících se daní a regulace obchodu. Roky před začátkem boje za nezávislost hájil vlastníky majetku v Marylandu proti těm, kteří se snažili učinit z Marylandu královskou kolonii. Když přišla revoluce, Jenifer poskytl Patriotům značnou podporu jako bohatý vlastník půdy, navzdory skutečnosti, že mnoho předních Patriotů bylo jeho nepřáteli v boji o majetek. Jenifer stal se prezidentem Council of Safety (Marylandské rady bezpečnosti), orgánu zřízeného k organizaci Marylandských vojenských sil pro revoluci (1775–77).
Během války a po ní se Jenifer stále více zajímal o národní záležitosti. Zastupoval svůj stát na kontinentálním kongresu (1778–82) a současně působil jako prezident prvního senátu v Marylandu (1777–80). Jako manažer finančních prostředků Marylandu státu v letech 1782 až 1785 vycházel Jenifer ze svých zkušeností vlastníka půdy, aby pomohl státu přežít kritickou poválečnou hospodářskou depresi. Spolu s Jamesem Madisonem, Johnem Dickinsonem, Georgem Masonem a svým dobrým přítelem Georgem Washingtonem začal Jenifer hledat způsoby, jak vyřešit ekonomické a politické problémy, které vznikly v důsledku slabých článků ústavy Konfederace (Articles of Confederation). Následně se zúčastnil konference "Mount Vernon Conference". (Konference v Mount Vernon bylo setkání delegátů z Virginie a Marylandu, které se konalo 21. – 28. března 1785 za účelem projednání navigačních práv ve společných vodních cestách obou států).
Po kongresu se Jenifer vrátil na svou plantáž ve Stepney nedaleko Annapolis, kde zemřel v roce 1790. Byl pohřben v Ellerslie, místě jeho narození, které je nyní v národním registru historických míst.

## Poznámka
1. ↑  Patrioti (také známí jako revolucionáři, rebelové nebo američtí whigové) byli kolonisté třinácti kolonií, kteří během americké revoluce odmítli britskou vládu a v červenci 1776 prohlásili Spojené státy americké za nezávislý národ. Jejich rozhodnutí bylo založeno na politické filosofii republikanismu vyjádřené mluvčími jako Thomas Jefferson, John Adams a Thomas Paine. Proti nim byli loajalisté, kteří podporovali pokračující britskou nadvládu.V tomto článku byl použit překlad textu z článku Patriot (American Revolution) na anglické Wikipedii.